# Jean Cochard
Jean Cochard (ur. 27 marca 1939 w Breście) – francuski lekkoatleta, specjalista skoku w dal, medalista mistrzostw Europy z 1966, dwukrotny olimpijczyk.
Zdobył srebrny medal w skoku w dal na igrzyskach śródziemnomorskich w 1963 w Neapolu. Na igrzyskach olimpijskich w 1964 w Tokio zajął w tej konkurencji 5. miejsce w finale. Zajął 5. miejsce na pierwszych europejskich igrzyskach halowych w 1966 w Dortmundzie.
Zdobył brązowy medal w skoku w dal na mistrzostwach Europy w 1966 w Budapeszcie, ustanawiając rekord Francji wynikiem 7,88 m. Na igrzyskach olimpijskich w 1968 w Meksyku odpadł w kwalifikacjach.
Był mistrzem Francji w skoku w dal w 1964 i 1965 oraz wicemistrzem w 1966 i 1968.